# Вигваг

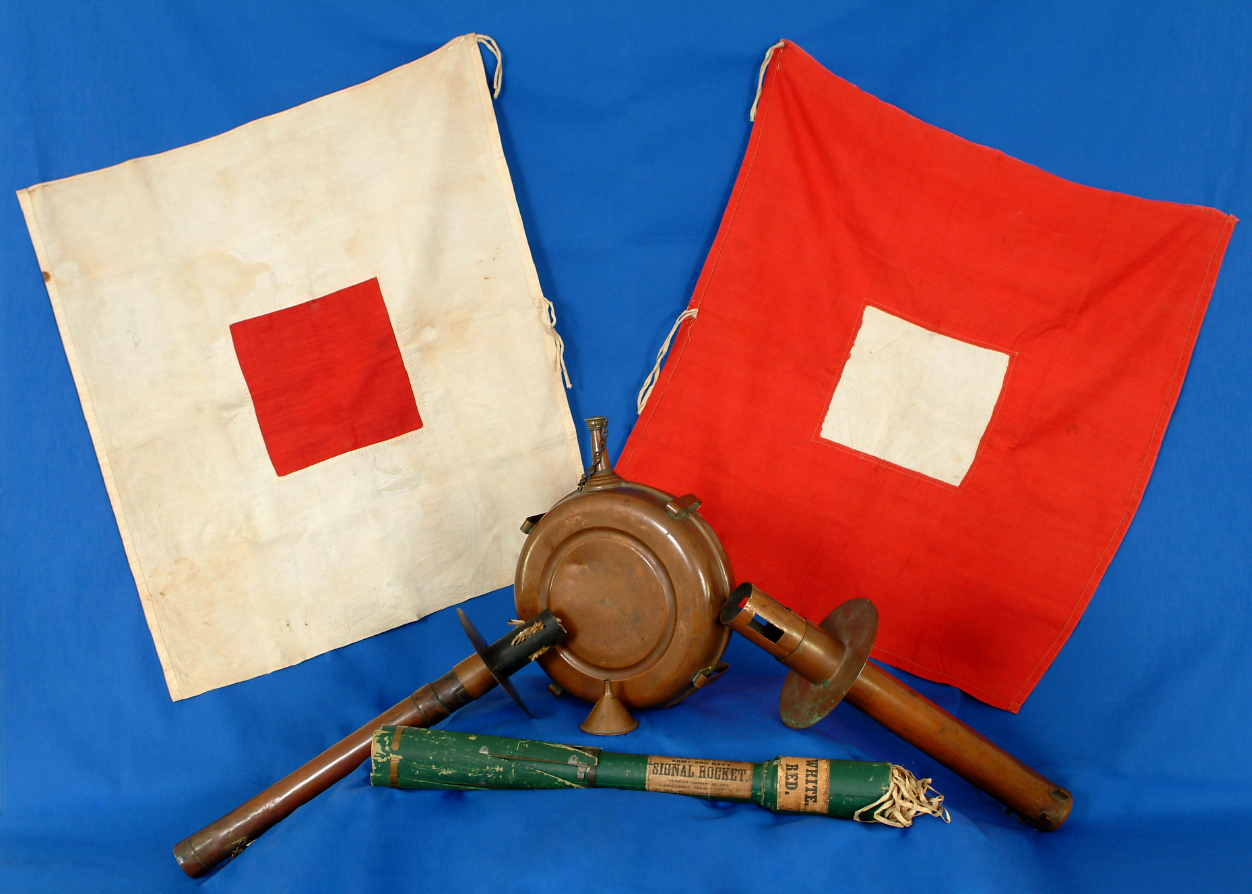
Флажки для вигвага, факелы, канистра для керосина и сигнальная ракета.

Вигваг (англ. Wigwag) — система оптической сигнализации, созданная в середине XIX века в США Альбертом Майером. Отличается от обычной сигнализации семафором тем, что для нее используется один флаг, а не два, и значение передаваемых сигналов определяется движением флага, а не его позицией. В ночное время суток сигналы можно было передавать движением факелов. 

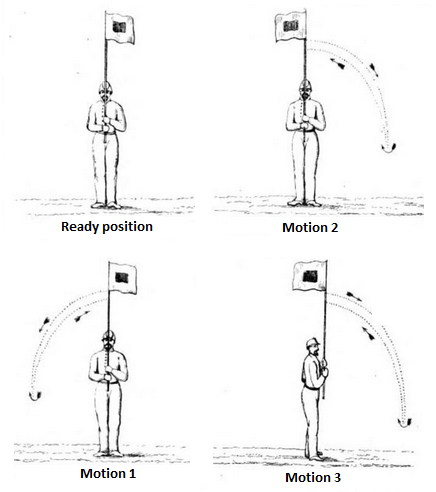
Основные движения в системе «вигваг»

Самым распространенным кодом были три движения. Движения флага в разные стороны (влево или вправо от сигналиста) использовались для передачи символов или команд, движение флага вперед использовалось для обозначения окончания слова, предложения или сообщения. Для передачи одного символа использовали до четырех движений. В разное время можно было использовать разные комбинации движений для передачи одного и того же символа, не существовало единой кодировки. Так же движения в стороны могли передавать точки и тире по коду Морзе.

## История
Хирург Альберт Майер работал в офисе Нью-Йоркской Телеграфной Компании (New York State Telegraph Company), которая использовала аппараты Бейна на своих линиях. Возможно, именно опыт с передачей данных по коду Бейна (который похож на код Морзе) позволил ему создать систему оптической сигнализации вигваг.
В 1856 году он уже присылал проекты секретарю военного департамента Джефферсону Дэвису, в которых утверждал, что его система сможет передавать сигналы между войсками и кораблями, на стоянке и на марше, днем и ночью, в сухую и влажную погоду, и для ее работы потребуется лишь два человека, принимающий и передающий, а оборудование для этой системы легко доступно и удобно для транспортировки. После долгой череды тестов и согласований  в Сенате одобрили проект Майера, а 21 июня 1860 года президент Бьюкенен утвердил это решение.

## Принцип работы

### Двухсимвольный код
| Символ | Движение                           |
| ------ | ---------------------------------- |
| 1      | Движение флага к земле вправо      |
| 2      | Движение флага к земле влево       |
| 3      | Движение флага к земле перед собой |

| A  | B    | C    | D    | E   | F    | G    | H   | I    | J    | K    | L   | M    |
| -- | ---- | ---- | ---- | --- | ---- | ---- | --- | ---- | ---- | ---- | --- | ---- |
| 22 | 2112 | 121  | 222  | 12  | 2221 | 2211 | 122 | 1    | 1122 | 2121 | 221 | 1221 |
|    |      |      |      |     |      |      |     |      |      |      |     |      |
| N  | O    | P    | Q    | R   | S    | T    | U   | V    | W    | X    | Y   | Z    |
| 11 | 21   | 1212 | 1211 | 211 | 212  | 2    | 112 | 1222 | 1121 | 2122 | 111 | 2222 |